# Gryllotalpa inermis
Gryllotalpa inermis är en insektsart som beskrevs av Lucien Chopard 1925. Gryllotalpa inermis ingår i släktet Gryllotalpa och familjen mullvadssyrsor. Inga underarter finns listade i Catalogue of Life.